# Departament de Soriano
Soriano (en castellà i oficialment Departamento de Soriano) és un departament de l'Uruguai. Ubicat sobre el litoral oest del país, limita al nord amb el departament de Río Negro, a l'est amb el de Flores, al sud amb el de Colonia, i a l'oest amb la República Argentina, de la qual està separat pel riu Uruguai. Té a més un petit lloc de contacte amb San José al sud-est.
Amb una superfície de 9.008 km², és un dels set departaments més petits del país. Va ser creat per decret del parlament el 1828, per la qual cosa és un dels nou primers departaments de l'Uruguai. La capital departamental és la ciutat de Mercedes – situada 278 km al nord-oest de Montevideo–, amb una població de 42.032 habitants (2004).
El 2010, ocupava la desena posició dins de l'Uruguai pel que fa a l'Índex de Desenvolupament Humà, amb 0,748 punts, una xifra comparable amb la de països com Mèxic. També, segons les dades del cens del 2004, Soriano tenia 84.563 habitants, essent, per tant, un dels onze departaments més poblats del país.
Els actuals símbols de Soriano – la bandera i l'escut d'armes – representen els gautxos i la lluita per la independència, ja que els Trenta-tres Orientals – els herois de la pàtria – van començar la lluita contra els invasors brasilers en aquest departament. El lema de Soriano – en castellà – és, per tant, «Aquí nació la patria».

## Etimologia
La seva població més antiga, Villa Soriano, és la que ha donat nom al departament. Ubicada pràcticament sobre la desembocadura del riu Negro amb l'Uruguai, va ser fundada pels franciscans el 1624 amb el nom de Santo Domingo Soriano, per la qual cosa és la vila d'origen europeu més antiga del país, encara que hi va haver discontinuïtats en la seva existència.

## Geografia

### Orografia
Soriano té dues zones força diferenciades. L'extrem meridional del departament és rocós, amb granits i gneisses, entre d'altres. Llevat de la zona sud i est, la resta de Soriano té gres, amb restes fòssils. Hi ha també llims terciaris, responsables de la fertilitat del terreny departamental.
Les terres més fèrtils de Soriano s'ubiquen sobre la riba del riu Uruguai.

### Hidrografia
El departament destaca per tenir una topografia estable, sense grans elevacions. La línia hidrogràfica més important de Soriano és la Cuchilla del Bizcocho, una branca de la Cuchilla Grande. Aquesta zona marca la conca dels rius Negro i San Salvador. Tots dos són tributaris del riu Uruguai i els seus principals afluents són els rierols Bequeló, Cololó, Grande, Maciel, Águila, Bizcocho i Espinillo.
La frontera natural de Soriano amb el departament de Colonia, al sud, la marca la Cuchilla de San Salvador. El riu Uruguai és, amb diferència, el principal del departament. La platja de l'Agraciada, un lloc de gran rellevància històrica, es troba sobre aquest riu.

## Economia
Les principals activitats econòmiques de Soriano són la ramaderia i l'agricultura. Les plantacions inclouen blat, blat de moro, patata, civada, gira-sol, ordi i alfals. Hi ha també importants praderes creades de forma artificial per tal d'obtenir una producció més eficaç.
D'altra banda, la ramaderia és important a Soriano. Els bestiars oví i porcí són especialment importants, però també destaca la producció de lactis – llet, formatges i derivats – i de mel. Finalment, hi ha sectors de serveis com la construcció i també cellers.

## Demografia

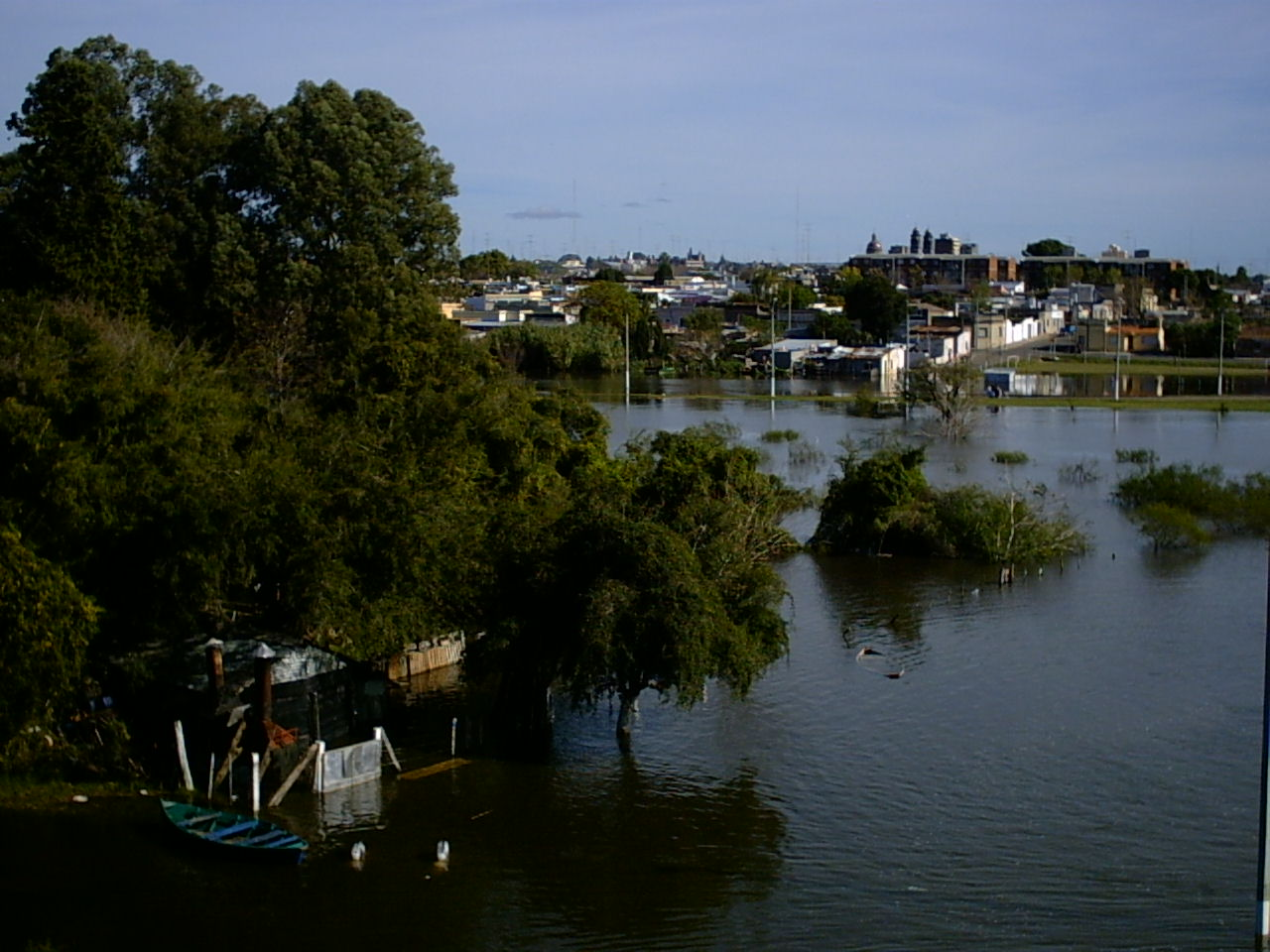
Mercedes, inundada pel riu Uruguai.

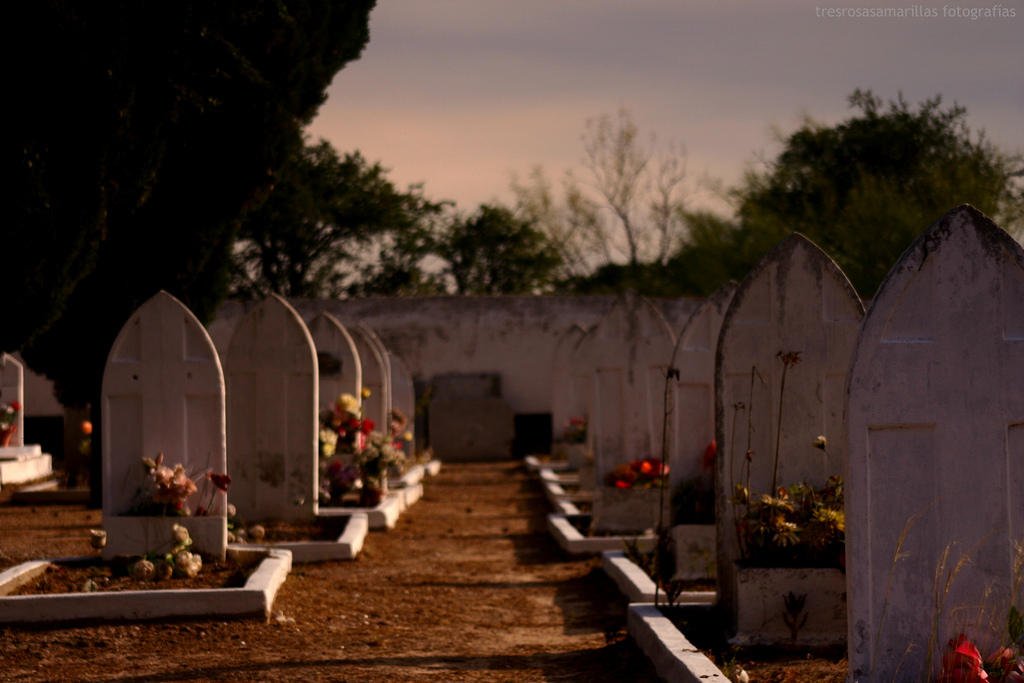
Antic cementiri de Villa Soriano, el primer assentament europeu de l'Uruguai.

Segons les dades del cens de 2004, Soriano tenia 84.649 habitants i 26.105 habitatges. La mitjana de membres familiars per habitatge era de 3,2. Per cada 100 dones, hi havia 98,4 homes.
- Taxa de creixement poblacional: 0,062% (2004)
- Taxa de natalitat: 17,65 naixements/1.000 persones (2004)
- Taxa de mortalitat: 9,62 morts/1.000 persones
- Mitjana d'edat: 31,3 (30,4 homes, 32,2 dones)
- Esperança de vida (2004):
  - Total: 75,36 anys
  - Homes: 71,78 anys
  - Dones: 79,09 anys
- Mitjana familiar: 2,60 fills/dona
- Ingrés per capita (ciutats amb 5.000 habitants o més): 4.484,8 pesos/mes

### Principals centres urbans
Les poblacions més importants del departament de Soriano són Mercedes (42.032), la capital, Dolores (15.753) i Cardona (4.689). Per la seva importància històrica també destaca Villa Soriano (1.184), el primer assentament europeu a l'Uruguai.
(Pobles o ciutats amb una població de 1.000 o més persones - dades del cens de l'any 2004, llevat que s'indiqui una data diferent.)
| Ciutat/Poble       | Població     |
| ------------------ | ------------ |
| Cardona            | 4.689        |
| Chacras de Dolores | 2.337 (1996) |
| Dolores            | 15.753       |
| José Enrique Rodó  | 2.113        |
| Mercedes           | 42.032       |
| Palmitas           | 1.954        |
| Villa Soriano      | 1.184        |

### Altres centres poblats
- Agraciada
- Arenales
- Came (Uruguai)
- Cañada Nieto
- Castillos
- Coquimbo (Uruguai)
- Darwin (Uruguai)
- Egaña
- Guerrero (Uruguai)
- La Paraguaya
- Risso
- Santa Catalina (Uruguai)
- Villa Alejandrina

### Religió
La principal religió és el catolicisme. El departament de Soriano és seu del bisbat de Mercedes, fundat el 1960, i que abasta també el departament de Colonia. Segons les dades d'aquest bisbat, hi ha aproximadament 270.000 persones, de les quals el 81% estan batejades per l'església catòlica.

## Transport
Soriano és un port fluvial important atès a la seva ubicació estratègica sobre el riu Uruguai. És un departament fronterer amb la província argentina d'Entre Ríos, per la qual cosa és transitat per ciutadans de tots dos països.
La principal autovia de Soriano és la ruta nacional 3 (San José de Mayo-Bella Unión).

## Govern
L'actual intendent (2010–) del departament de Soriano és Guillermo Besozzi (Partit Nacional).